# Xã Dexter, Quận Codington, South Dakota
Xã Dexter (tiếng Anh: Dexter Township) là một xã thuộc quận Codington, tiểu bang Nam Dakota, Hoa Kỳ. Năm 2010, dân số của xã này là 194 người.